# Natalie North
Natalie North med det officielle navn Christin Alice Holt (født 20. februar 1985) er en norsk tidligere pornoskuespiller fra Sunnmøre ved Ålesund, Norge og bosat i København, Danmark. Hun blev i 2009 dansk statsborger Hun begyndte at indspille pornofilm som 18-årige midt i 2005, og har været aktiv i både Danmark og Norge indtil slutningen af 2006, hvorefter hun fortsatte som stripper og erotisk danser  blandt andet med film instrueret af Jan Børge og H. Roland J. og filmen Natalie North in Danish Anal Guide instrueret af Michael Zile. Derefter begyndte hun at studere på Danmarks Tekniske Universitet.[kilde mangler]